# Peneplanície

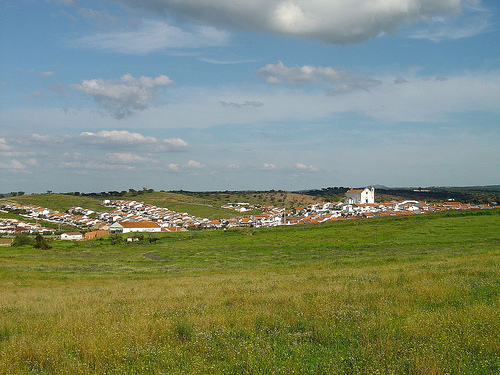
Santo Aleixo da Restauração, peneplanície alentejana.

Uma peneplanície é uma região quase plana, devido à erosão normal das águas correntes, que desgastaram as elevações e as foram aplanando, como por exemplo o Alentejo (as rochas mais duras resistiram à erosão - erosão diferencial - e ficaram a constituir elevações residuais que são os montes-testemunhos). Este processo também pode aplanar os topos de planaltos, como no caso da Chapada de Araripe, no Brasil, ou Planalto das Cesaredas, em Portugal.